# Metasphenisca tetrachaeta
Metasphenisca tetrachaeta är en tvåvingeart som först beskrevs av Mario Bezzi 1918.  Metasphenisca tetrachaeta ingår i släktet Metasphenisca och familjen borrflugor. Inga underarter finns listade i Catalogue of Life.